# Хоакін Кортес
Хоакін Кортес (ісп. Joaquín Cortés, справжнє ім'я Хоакін Педраха Реєс, ісп. Joaquín Pedraja Reyes; 22 лютого 1969 року) — іспанський танцюрист фламенко, хореограф та актор. З кінця 2006 року — посол циган в Європейському союзі.
Відомий також тим, що виступає проти заборони слова Gypsy для позначення циган; замість цього заходу він пропонує працювати над покращенням іміджу самого терміна. Творець Циганського фонду в Іспанії.
Належить до артистичної циганської династії Реєсів.

## Біографія
Хоакін Кортес народився в циганській родині в Кордові (Іспанія). Його батько — з північноафриканських циган-кале, які серед іспанських циган мають прізвисько «маври», а з боку матері його віддалені предки перекочували з Росії.
Дядько Хоакіна, Крістобаль Реєс, був байлаором (танцюристом фламенко), і в 12 років під його впливом Хоакін почав займатися танцями.
Як раз в цей час його мати знайшла роботу в Мадриді, куди в 1981 році і переїхали Реєси.
У 15 років він був прийнятий в трупу Національного балету Іспанії (ісп. Ballet Nacional de España); вже в 18 років він став солістом і виступав у цій якості на концертах трупи, що проходили у багатьох містах світу. Пізніше, покинувши в 1988 році трупу Національного балету, Кортес працював з такими майстрами, як Майя Плісецька, Петер Шмальфусс і Сільві Гіллем.
У 1992 році Кортес створив свою власну компанію «Балет фламенко Хоакіна Кортеса» (ісп. Joaquín Cortés Ballet Flamenco). У тому ж році він поставив шоу Cibayí, з яким компанія виступала у Франції, Японії, Італії, Венесуелі і США. У 1995 році Кортес поставив своє друге шоу — Pasión Gitana («Циганська пристрасть»); в тому ж році він дебютував у кіно, знявшись у фільмі «Квітка моєї таємниці» режисера Педро Альмодовара.
У 1999 році ЮНЕСКО присудила Хоакіну Кортесу почесне звання «артист ЮНЕСКО в ім'я миру».
У 2000 році Кортес організував кампанію «Stop Antigypsyism» («Стоп антициганізм!»), а в кінці 2006 року він за рішенням Європейського парламенту став другим в історії послом циган в Європейському союзі. У цій якості він повинен представляти в Європарламенті інтереси близько дев'яти мільйонів циган, що проживають на території Євросоюзу.
Відвідував Росію зі своїми шоу в 2001, 2004 і 2007 році.
30 вересня 2008 року відбувся концерт Хоакіна Кортеса в Москві, що проходив в Державному Кремлівському палаці.
6 квітня 2015 року Хоакін Кортес знову виступив з концертом в Москві — на цей раз на сцені «Крокус-Сіті Голлу», де він представив своє нове шоу Gitano («Циган»). Під час інтерв'ю кореспонденту газети «Metro Москва», даного незадовго до проведення концерту, Кортес на питання про те, чим для нього є танець, відповів: «Це спосіб жити, відчувати і спілкуватися зі світом».

## Особисте життя
20 жовтня 2018 року у Кортеса з його партнеркою — іспанською моделлю Монікою Морено — народився син Ромео. 18 лютого 2021 року у пари народився другий син Андреа Леоне.

## Список шоу, поставлених Кортесом
Хоакін Кортес виступив як постановник ряду танцювальних шоу (в дужках вказано рік прем'єри):
- Cibayí (1992)
- Pasión Gitana / Gipsy Passion (1995)
- Soul (1999)
- Live (2001)
- Amor y Odio (2004)
- Mi Soledad (2005)
- Calé (2009)
- Gitano (2014)

## Фільмографія
- Квітка моєї таємниці (1995, мелодрама) — Антоніо
- Фламенко (1995, документальний) — грає себе в епізоді «Фаррука»
- Циган (2000) — Андрес Ередія
- Ваніль і шоколад (2004, комедія, мелодрама) — Карлос